# Département du Ndé
Département du Ndé är ett departement i Kamerun.   Det ligger i regionen Västra regionen, i den västra delen av landet, 180 km nordväst om huvudstaden Yaoundé.